# A Parda (Pontevedra)
A Parda é um bairro localizado na parte oriental da cidade de Pontevedra (Espanha). Tem uma função principalmente residencial e possui também importantes instalações judiciais, educacionais e sanitárias.

## Localização
O bairro A Parda está localizado no leste da cidade de Pontevedra. É delimitado a norte pela Rua Estrada e pela PO-532, a sul pela PO-542 e O Marco, a leste pela estrada circular Ronda Este e a oeste pelas vias férreas e pela estação de comboios. A leste do bairro encontra-se o cemitério municipal de São Mauro, projectado em 1879 pelo arquitecto Alejandro Sesmero e inaugurado em Setembro de 1882.

## História
O topónimo Parda vem de "parta", que significa terreno cheio de água, pântano ou zona húmida e refere-se à zona húmida ou Xunqueira da Parda que se situa no bairro a leste da Estação Ferroviária de Pontevedra, do outro lado da linha férrea e cobre 8.000 metros quadrados.
O pazo da Parda, localizado a sul do bairro, perto da estrada PO-542, teve origem na linhagem de Acuña. Data de 1620 e foi fundada pelos irmãos Malvar, reitores da catedral de Santiago de Compostela. Foi construído principalmente nos séculos XVIII e XIX. O Pazo acolheu importantes reuniões políticas no início do século XX, quando o seu proprietário, Gabino Bugallal Araújo, 2º Conde de Bugallal e várias vezes ministro da Coroa e presidente do Parlamento espanhol, fez dele a sua residência de Verão.
O desenvolvimento do bairro da Parda começou com a demolição da antiga prisão provincial da Parda graças a um acordo alcançado pelo presidente da câmara Juan Luis Pedrosa em 1995 e a construção no seu local do primeiro dos edifícios judiciais da Cidade da Justiça de Pontevedra, cujas obras começaram no início de 1996, e que foi inaugurado em 1998.   
Em 1999, o terreno foi finalmente urbanizado e foi construída a avenida transversal Juan Carlos I de 22 metros de largura (actualmente Avenida Virxinia Pereira Renda), entre as ruas Estrada e Pintor Laxeiro.
Em Julho de 2001, a construção do novo edifício do Conservatório Profissional de Música de Pontevedra foi autorizada na Avenida Juan Carlos I, inaugurado em Setembro de 2004.    A partir de 2002, a expansão do bairro acelerou.
Em 2006, iniciaram-se os trabalhos de construção do novo centro de saúde A Parda, localizado na Rua Gaiteiro Ricardo Portela. O centro de saúde, que inclui um Ponto de Cuidados Continuados (PAC), foi inaugurado em Outubro de 2009.
Em 2008, iniciou-se a construção do complexo desportivo da Parda. Os trabalhos só ficaram meio concluídos quando o concessionário foi à falência em 2009.
A 9 de Setembro de 2009, o Parque das Camélias foi inaugurado no bairro da Parda, com a sua entrada na Rua Gaiteiro Ricardo Portela.
Em 2010, foi concluída a remodelação da Rua Pintor Laxeiro, que passou a ter quatro faixas de rodagem.  Em 2011, a urbanização das ruas circundantes foi concluída, e as áreas verdes foram aumentadas em 4220 metros quadrados.
Em Janeiro de 2011, o infantário da Parda, situado na rua Diego Sarmiento de Acuña, foi inaugurado e faz parte da rede de escolas infantis A galiña azul da Junta da Galiza. Foi concebido pelo arquitecto José Ramón Garitaonaindía de Vera.
A construção do segundo edifício dos tribunais começou a 1 de Agosto de 2016. O novo edifício foi inaugurado a 3 de Setembro de 2019. A partir desse momento, Pontevedra tem um Complexo Judicial constituído por estes dois edifícios dos tribunais no bairro da Parda.
Em Outubro de 2019, foi aberta a Ronda Este (estrada periférica oriental), de quase um quilómetro de comprimento, que contorna o bairro a leste e melhora o acesso ao hospital Montecelo.

## Planeamento urbano
A Parda é o bairro principal na parte oriental de Pontevedra e está construído em torno de uma avenida principal de quatro faixas, a Avenida Virxinia Pereira Renda, e uma rua de quatro faixas que a atravessa, a Rua Pintor Laxeiro. As ruas Estrada e Hortas ligam o bairro a oeste ao centro da cidade, e a Rua Hortas também o liga às estações ferroviária e de autocarros.
Os principais parques no bairro são o Parque das Camélias e o Parque Martín Balea. O Parque das Camélias cobre 8.000 metros quadrados e tem um parque infantil. Tem uma fonte ornamental formando um banco semicircular e espécies arbóreas como as camélias e magnólias. O Parque Martín Balea, localizado entre as ruas Pintor Laxeiro e Bacelar, terá um parque infantil de aproximadamente 1.000 metros quadrados em 2023, que será o maior do bairro. O bairro tem ainda um parque na rua Soutos, que inclui também um parque infantil.
Existem planos para construir um grande parque urbano no bairro, cobrindo 34.000 metros quadrados (3,4 hectares). O parque terá várias áreas. Uma área de jogos para crianças chamada "parque da natureza" com escorregas e tirolesas na parte mais próxima da Cidade da Justiça de Pontevedra; um pequeno curso de água canalizado, com origem num ponto de referência convertido numa fonte, que atravessará todo o terreno até fluir para o rio Gafos; um caminho linear paralelo às vias férreas que incluirá dois miradouros de 36 metros quadrados; e um grande espaço verde no extremo sul do parque. Todo o parque será dotado de mobiliário urbano, locais de descanso e plantação de espécies de árvores nativas, incluindo arbustos, gramíneas, samambaias e árvores de vários tamanhos, tais como carvalhos e tilias, bem como bétulas, amieiros, freixos, espinheiros, cerejeiras-bravas, pereiras de folhas em forma de coração e macieiras silvestres.
Na Rua do Marco, à direita da Avenida Conde de Bugallal, encontra-se o Pazo da Parda. 

## Instalações

### Escolas e instituições de ensino
O bairro da Parda tem várias escolas:
- O Conservatório Profissional de Música Manuel Quiroga da Junta da Galiza, na avenida Virxinia Pereira Renda. Este novo conservatório foi inaugurado em 2004.[15]
- A Escola Infantil da Parda, gerida pela Junta da Galiza, que faz parte da rede de escolas infantis A galiña azul. Foi inaugurada em 2011.[23]
- A escola privada multilingue Sagrado Corazón de Jesús.

### Escritórios e organismos governamentais
O bairro é o lar do Complexo Judicial de Pontevedra, constituído por dois edifícios de oito e seis andares, inaugurados em 1998 e 2019, respectivamente. 

### Centros de saúde
O centro de saúde A Parda está localizado no bairro, o qual tem um Ponto de Cuidados Continuados (PAC). 

### Desporto e lazer
- O futuro complexo desportivo no bairro da Parda estará localizado a oeste da Rua Francisco Tomás y Valiente, em frente ao edifício dos tribunais de 1998. Será posto a concurso em 2023 e serão construídos dois pavilhões, um pavilhão desportivo e outro centro de ginástica rítmica[19] bem como um rocódromo.[33]

## Galeria

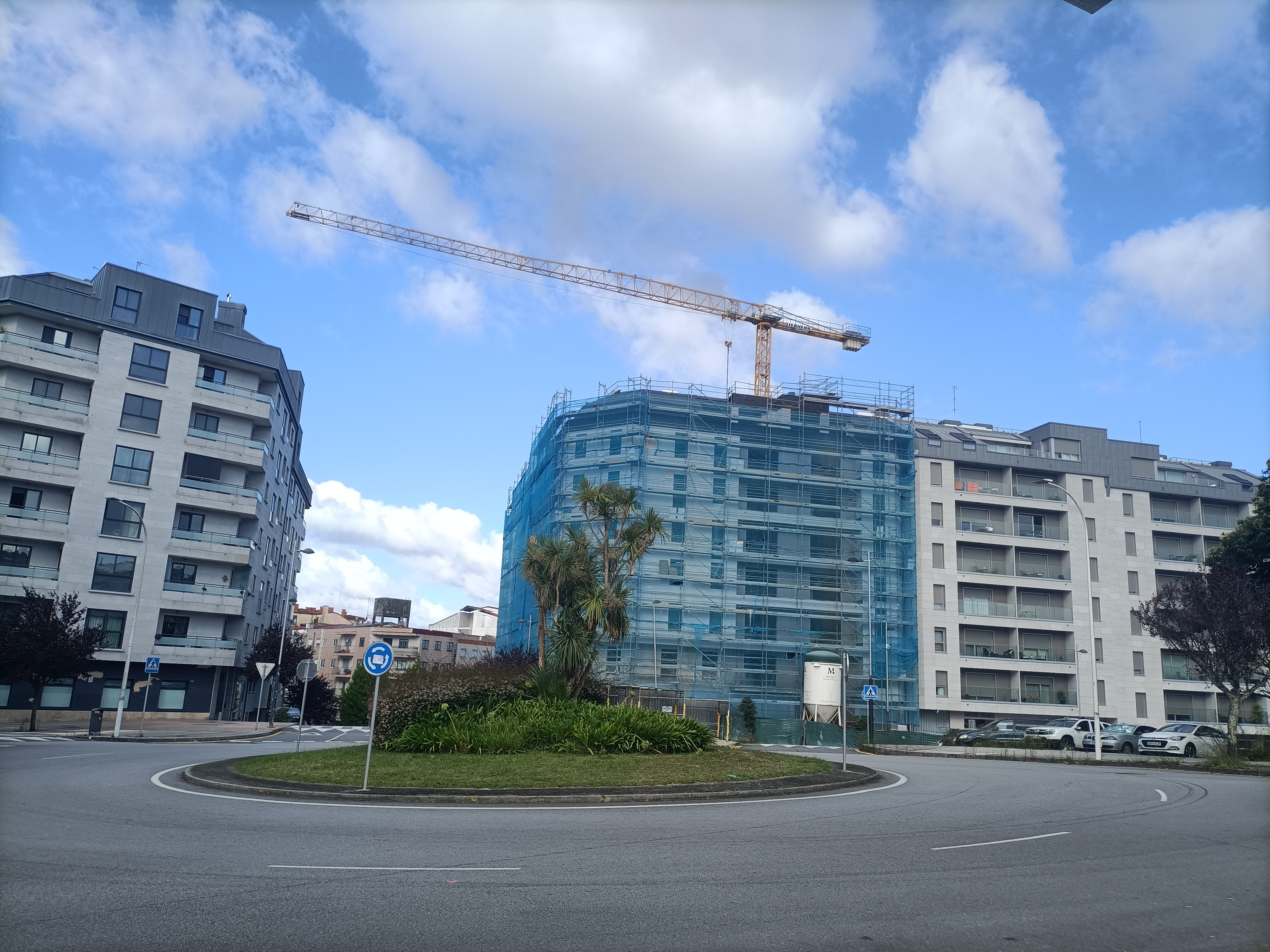
A Parda
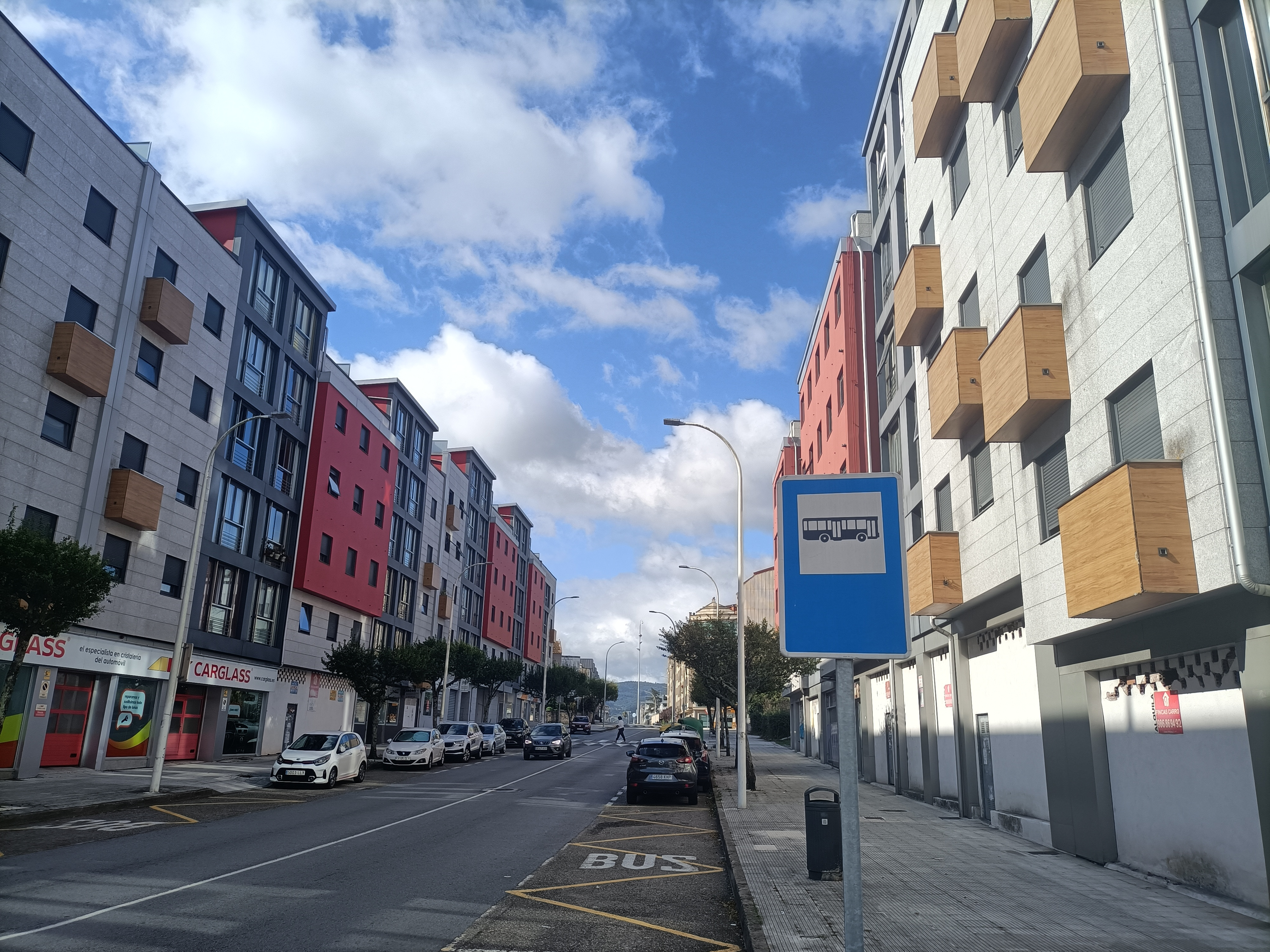
Avenida Virxinia Pereira Renda
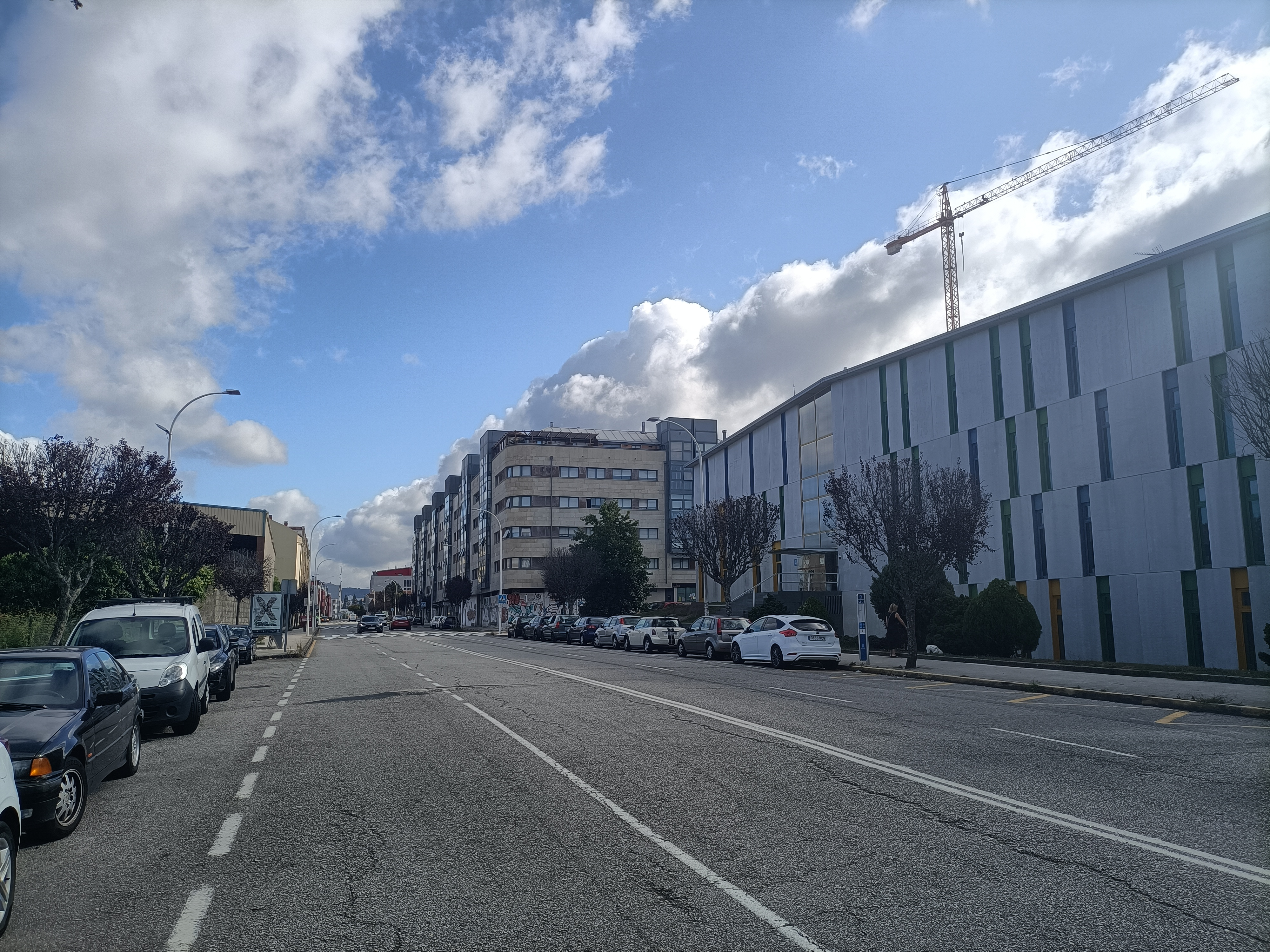
Avenida Virxinia Pereira Renda
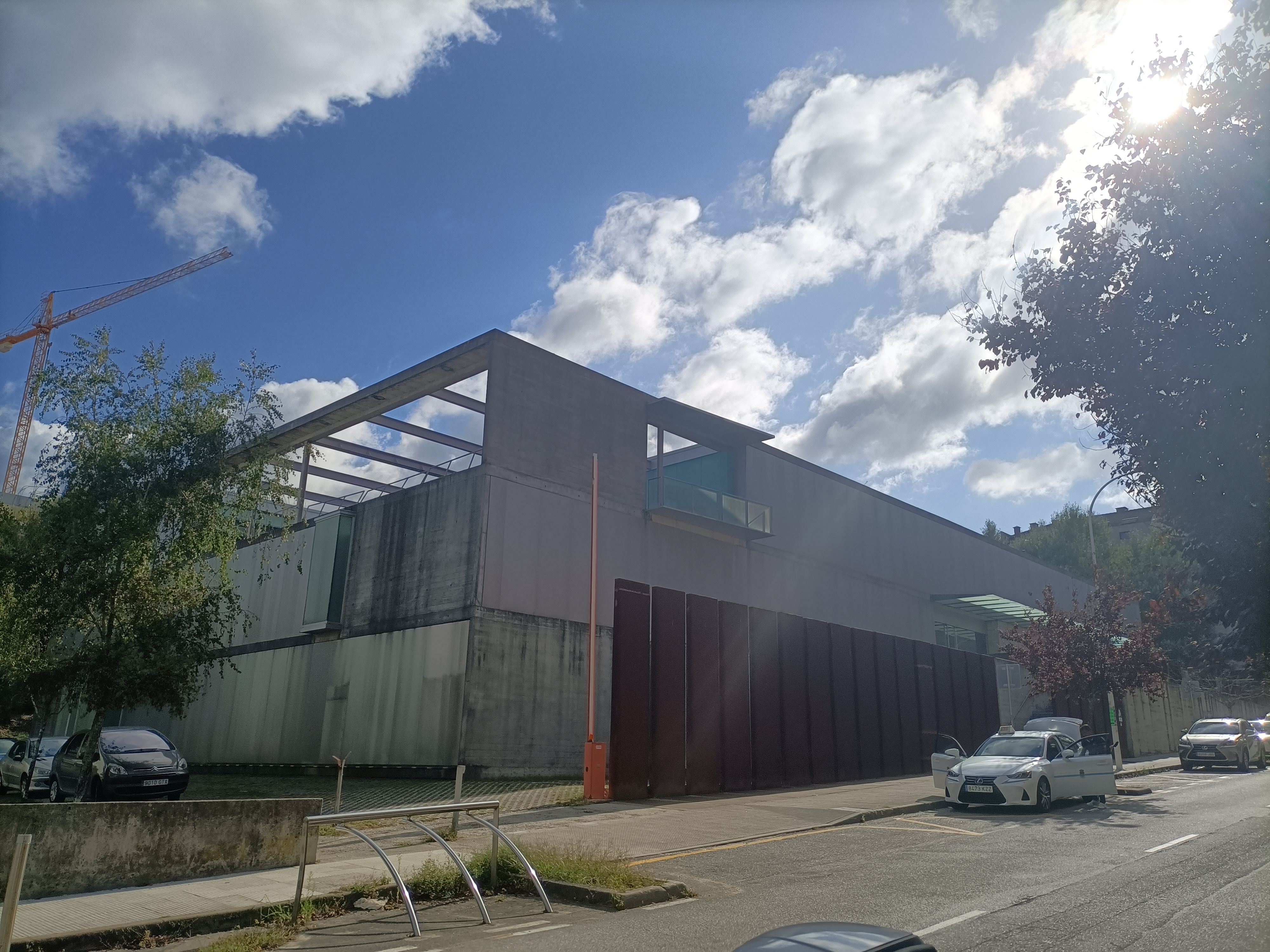
Centro de saúde A Parda
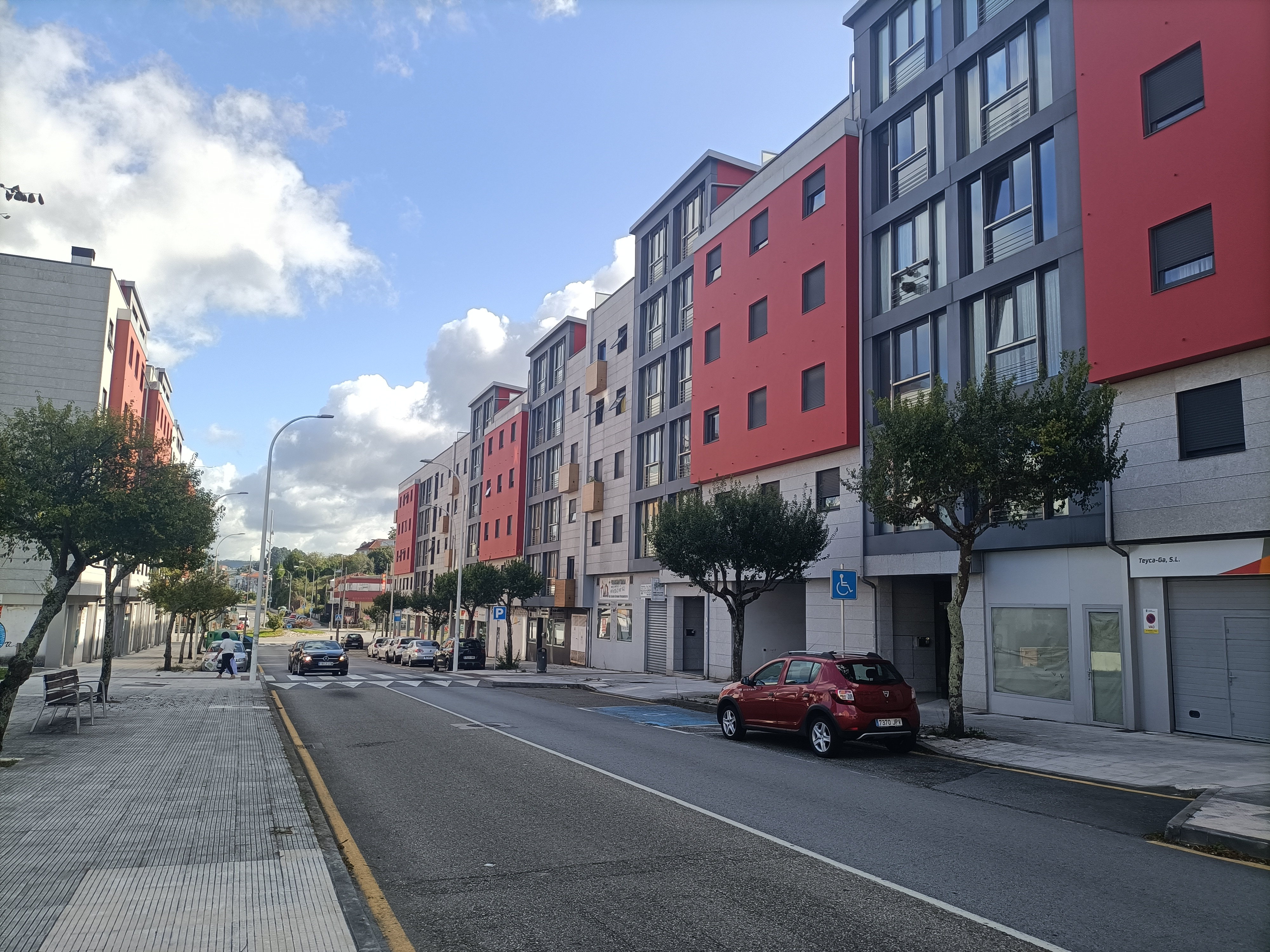
Avenida Virxinia Pereira Renda
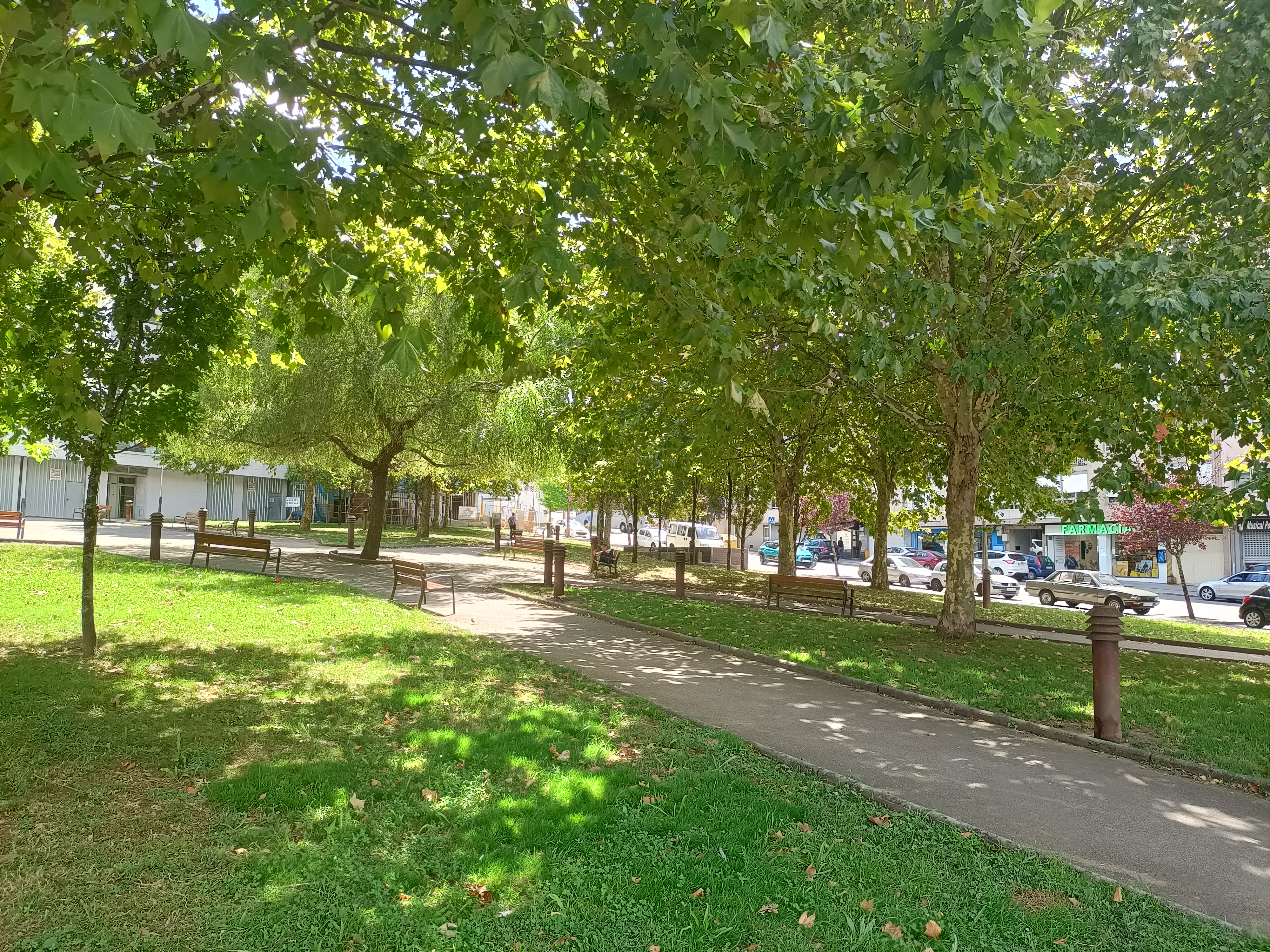
Parque Martín Balea
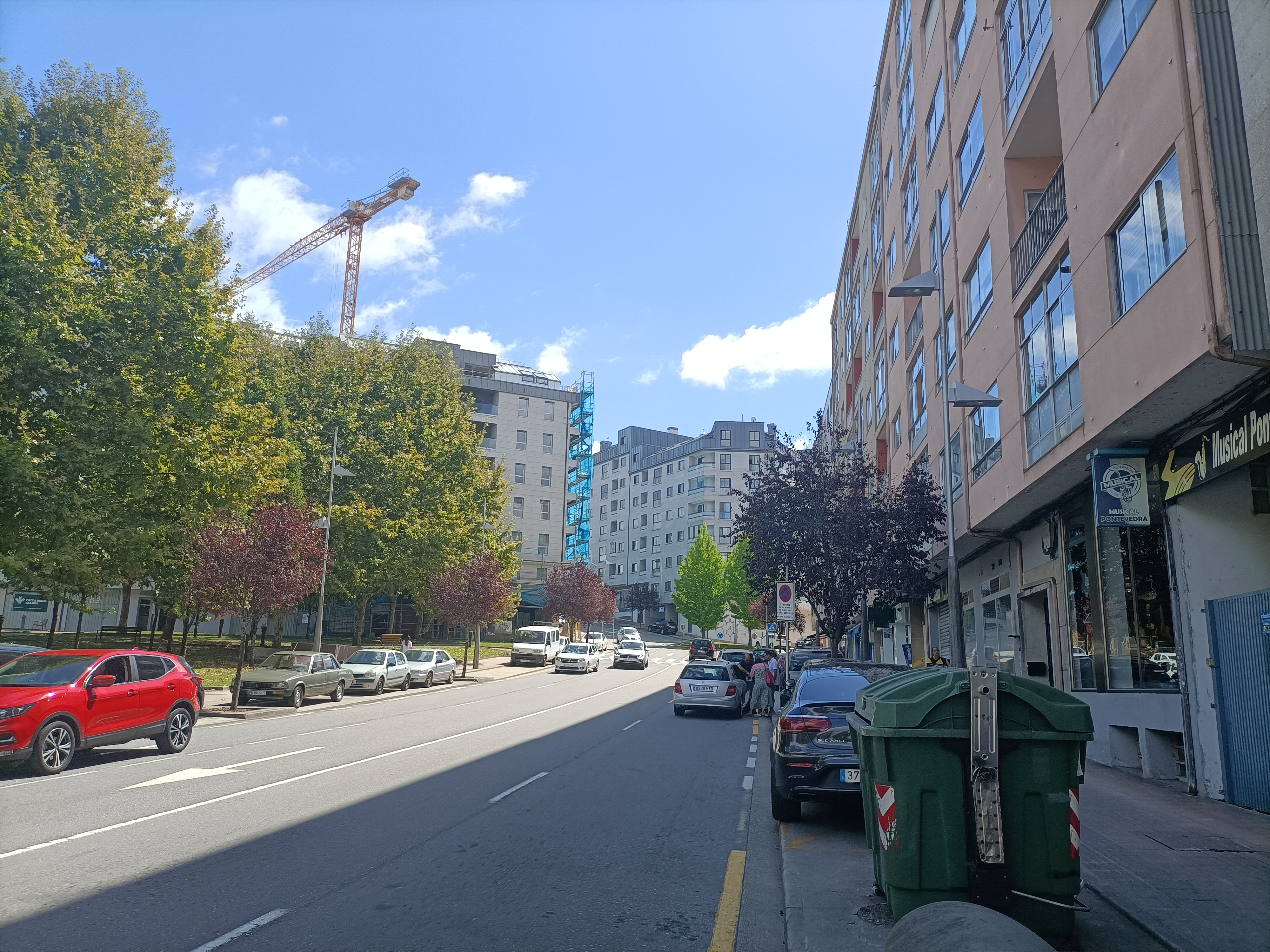
Rua Pintor Laxeiro
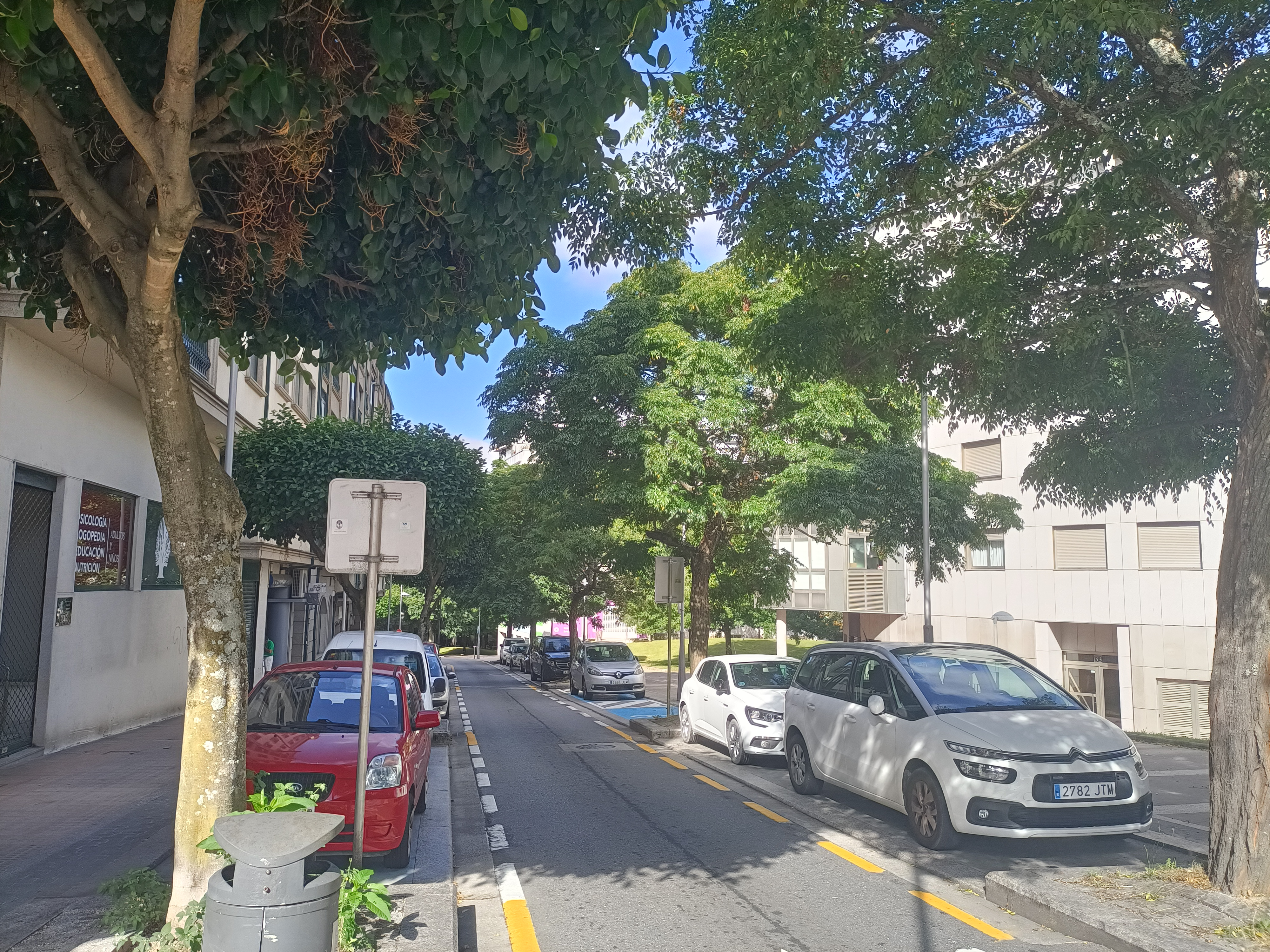
Rua da Estrada
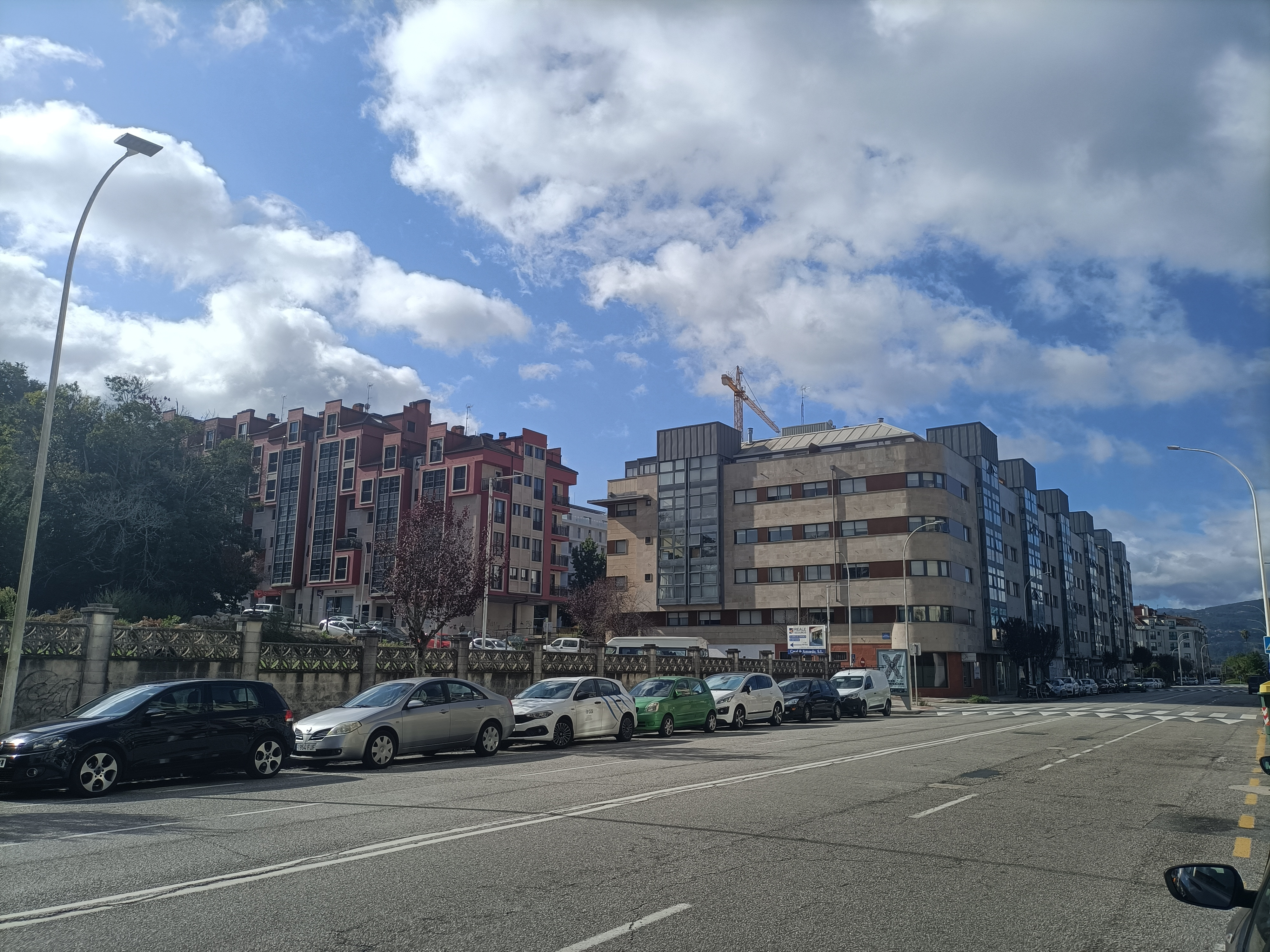
Avenida Virxinia Pereira Renda
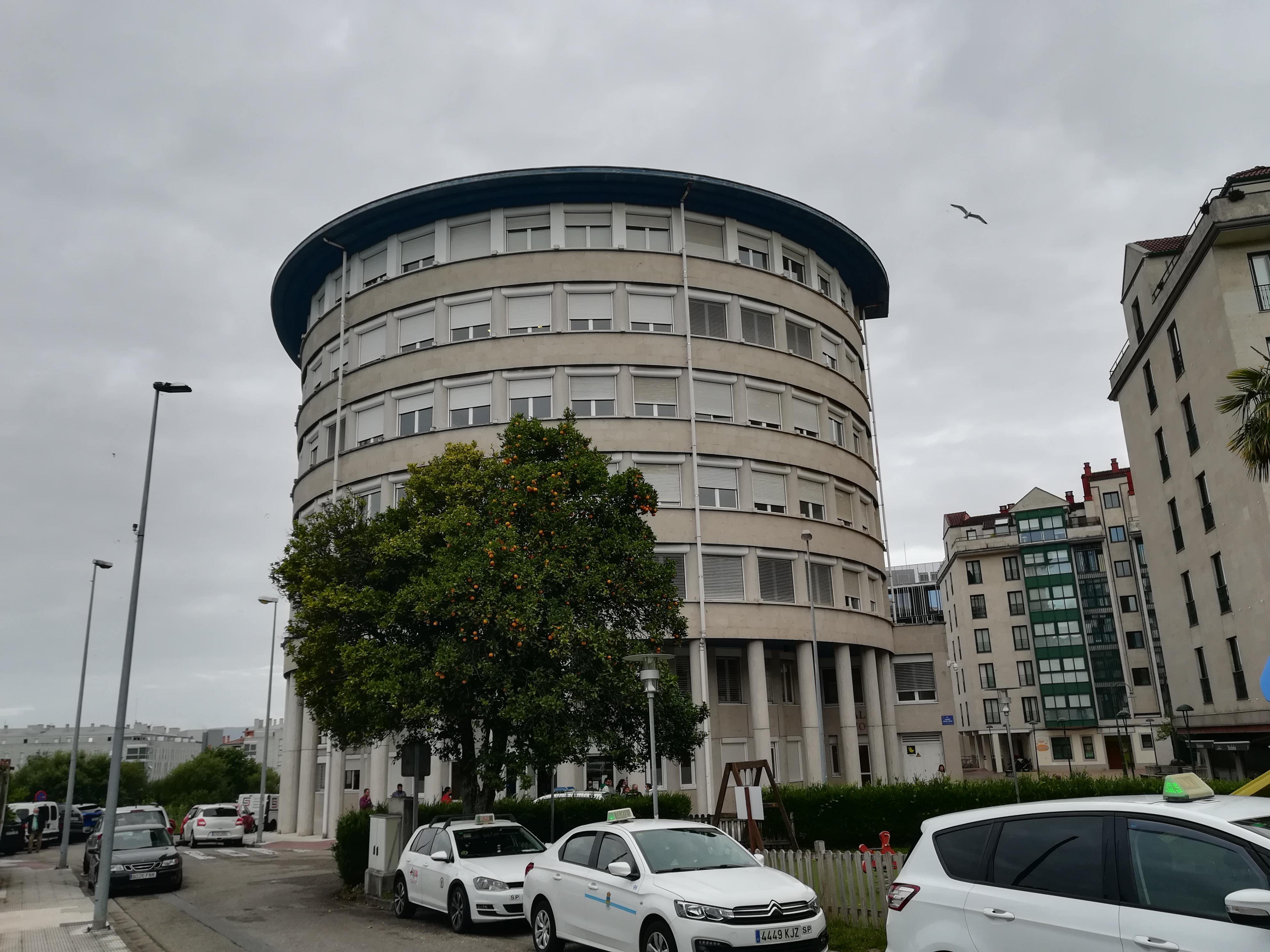
Palácio dos Tribunais de 1998 e Praça Fermín Bouza Brey
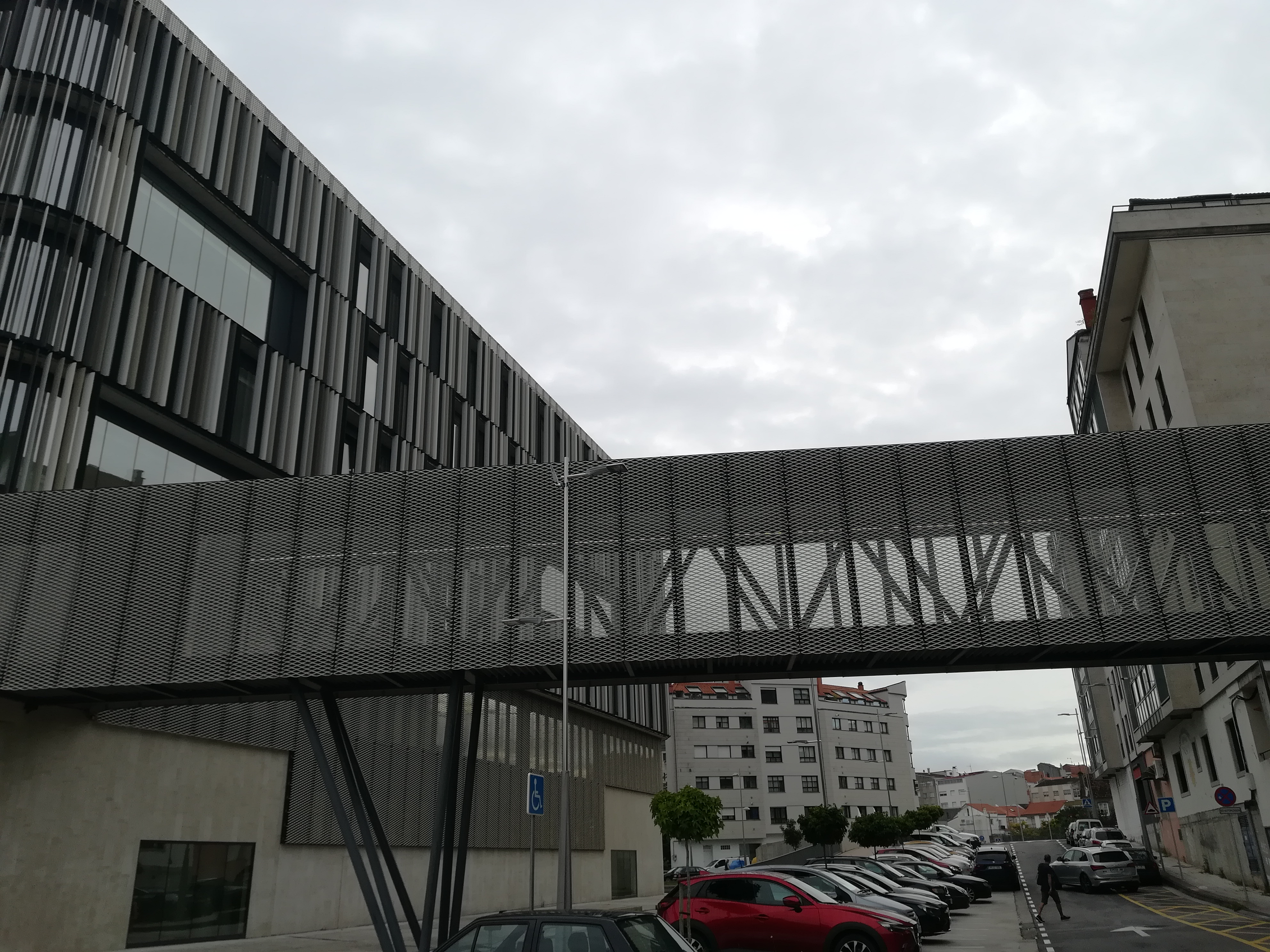
Rua Francisco Tomás y Valiente
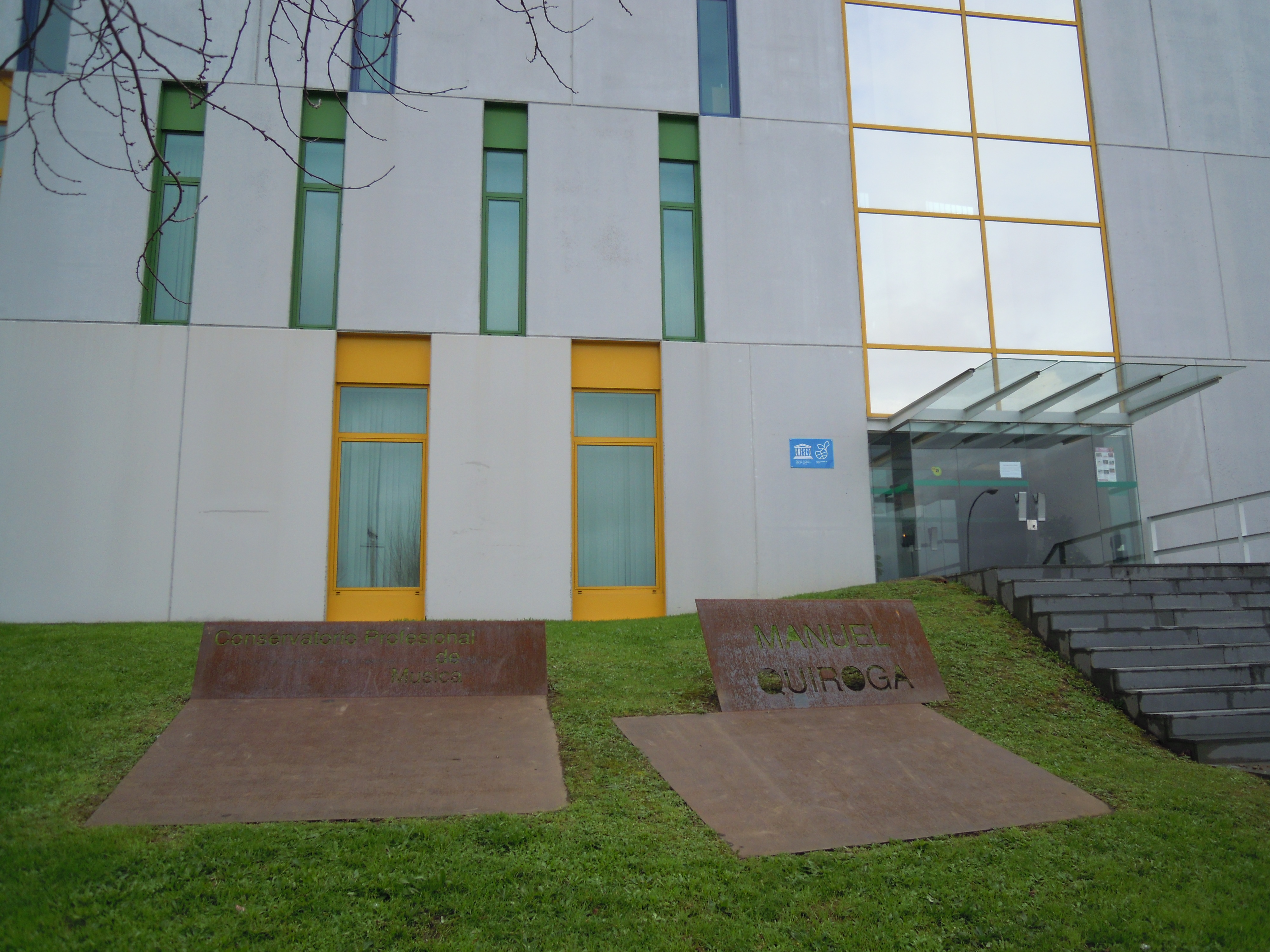
Ingresso no Conservatório Profissional de Música
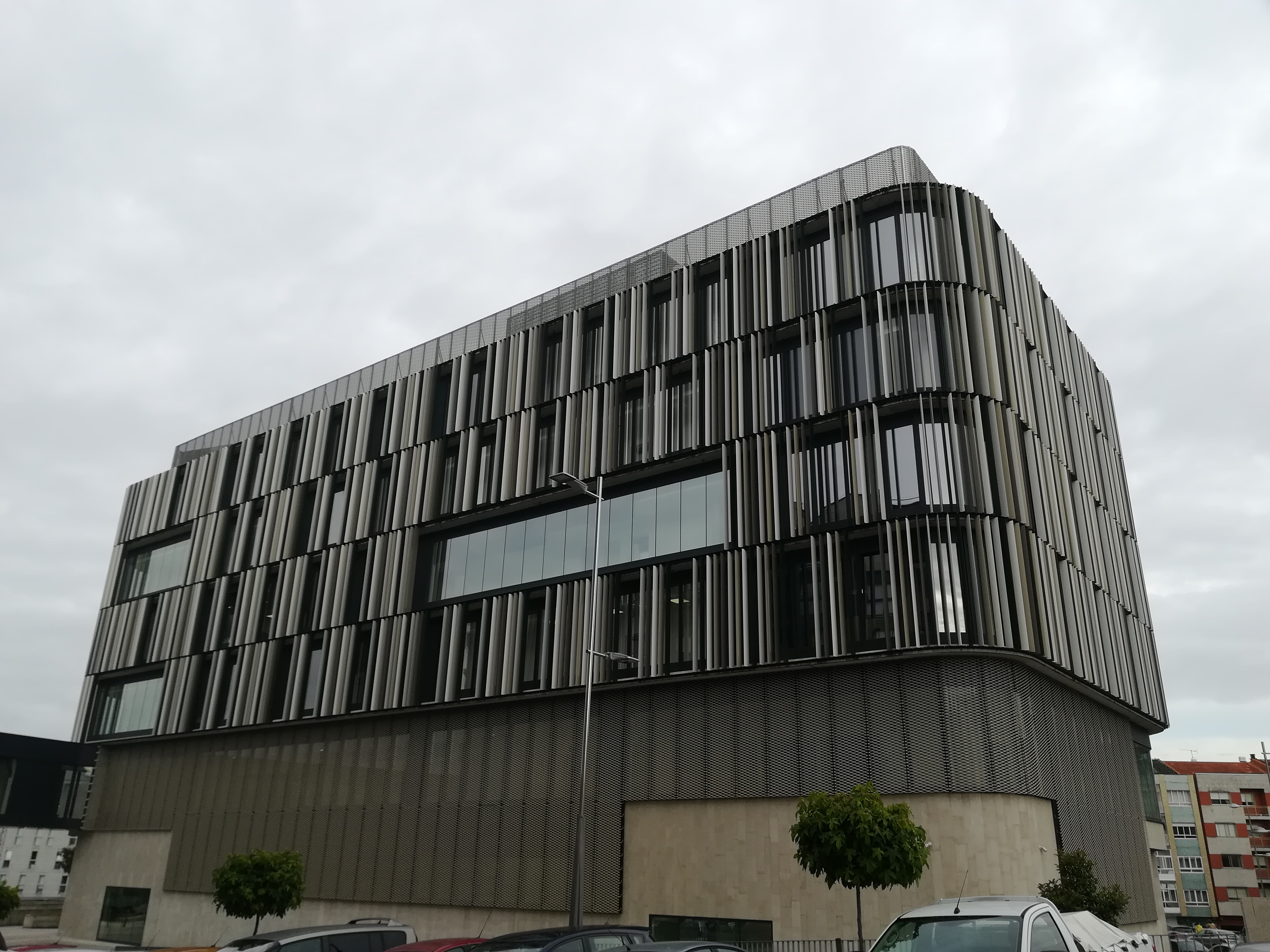
Novo edifício dos Tribunais de 2019
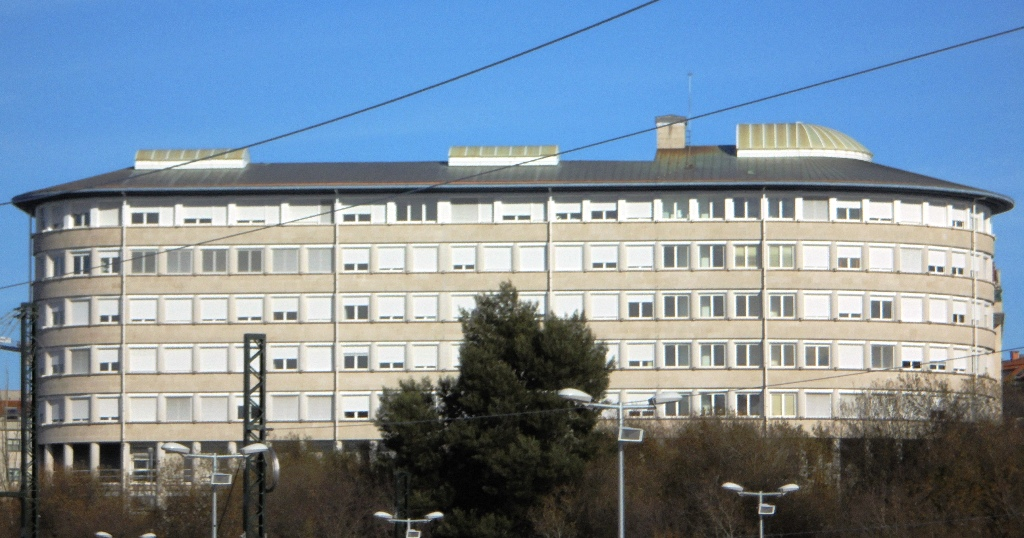
Tribunais de 1998
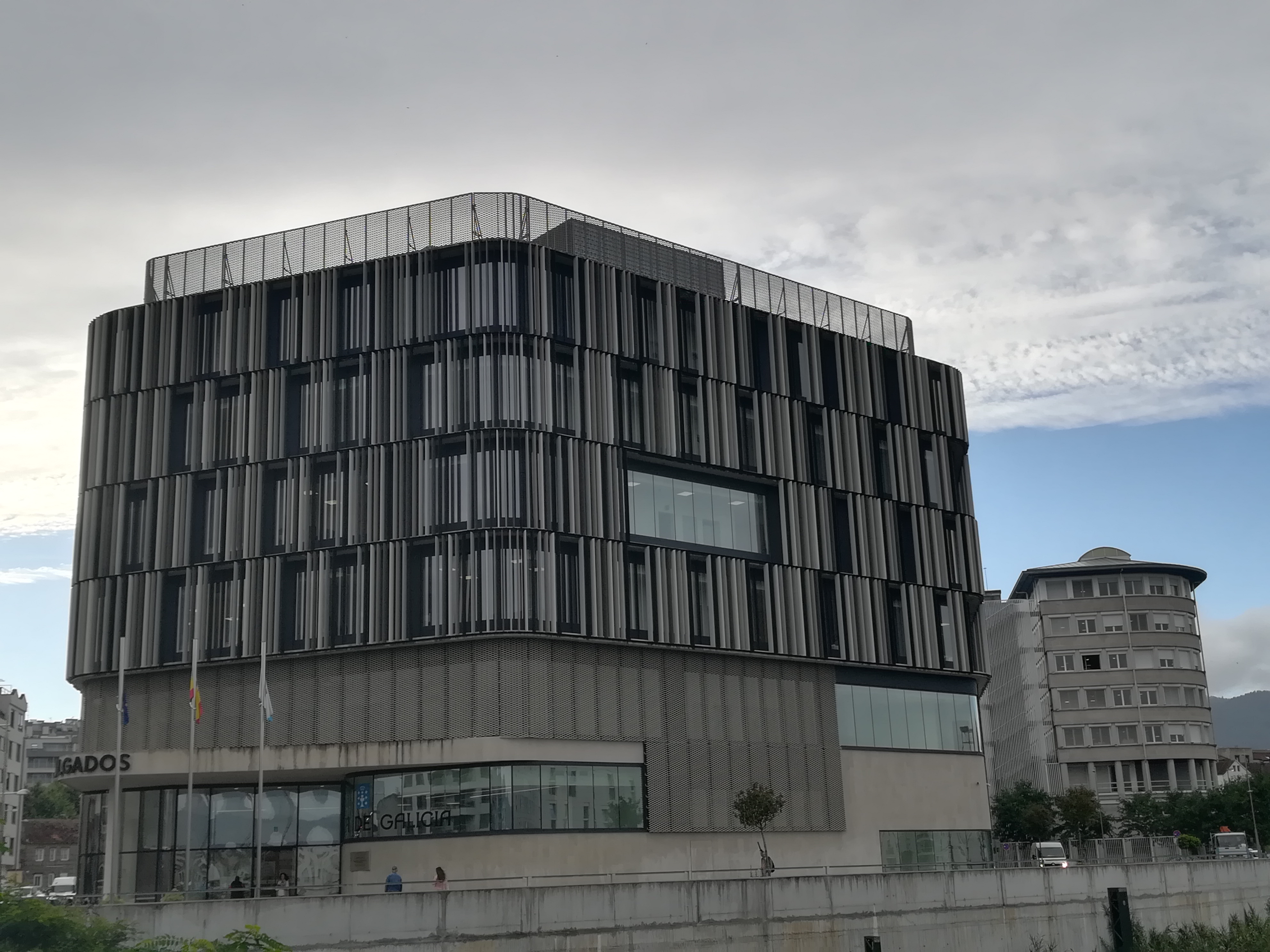
Os dois edifícios do Complexo Judicial de Pontevedra

### Artigos relacionados
- Cidade da Justiça de Pontevedra
- Valdecorvos